# J. Safra Sarasin Swiss Open Gstaad 2017
Il J. Safra Sarasin Swiss Open Gstaad 2017 è stato un torneo di tennis giocato sulla terra rossa. È stata la 103ª edizione del torneo che fa parte dell'ATP Tour 250 nell'ambito dell'ATP World Tour 2017. Si è tenuto alla Roy Emerson Arena a Gstaad, Svizzera, dal 24 al 30 luglio 2017.

## Partecipanti

### Teste di serie
| Giocatore   | Nazione               | Ranking* | Testa di serie |
| ----------- | --------------------- | -------- | -------------- |
| Belgio      | David Goffin          | 14       | 1              |
| Spagna      | Roberto Bautista Agut | 19       | 2              |
| Spagna      | Feliciano López       | 26       | 3              |
| Italia      | Fabio Fognini         | 27       | 4              |
| Italia      | Paolo Lorenzi         | 34       | 5              |
| Paesi Bassi | Robin Haase           | 42       | 6              |
| Serbia      | Dušan Lajović         | 61       | 7              |
| Portogallo  | João Sousa            | 63       | 8              |

* Ranking al 17 luglio 2017.

### Altri partecipanti
I seguenti giocatori hanno ricevuto una wild card per il tabellone principale:
- Antoine Bellier
- Marco Chiudinelli
- Fabio Fognini

Il seguente giocatore è entrato in tabellone con il ranking protetto:
- Ernests Gulbis

I seguenti giocatori sono passati dalle qualificazioni:

- Daniel Brands
- Lorenzo Giustino
- Yannick Hanfmann
- Gleb Sakharov

## Campioni

### Singolare
Fabio Fognini ha sconfitto in finale  Yannick Hanfmann con il punteggio di 6–4, 7–5.
- È il quinto titolo in carriera per Fognini, primo della stagione.

### Doppio
Oliver Marach /  Philipp Oswald hanno sconfitto in finale  Jonathan Eysseric /  Franko Škugor con il punteggio di 6–3, 4–6, [10–8].